# Mionectes olivaceus
El mosquero oliváceo (Mionectes olivaceus) es una especie de ave paseriforme de la familia Tyrannidae perteneciente al género Mionectes. Es nativa del este de América Central.

## Nombres populares
Se lo ha denominado también atrapamoscas frutero rayado o bobito rayado (en Venezuela), mosquerito rayado de olivo (en Perú), atrapamoscas oliváceo o mionectes oliváceo (en Colombia), mosquerito ojimanchado (en Costa Rica), mosquerito olivirrayado (en Ecuador), mosquerito olivilistado (en Panamá) o mosquerito olivo.

## Distribución y hábitat
Se distribuye desde el este de Costa Rica al oeste de Panamá.
Esta especie es considerada bastante común en su hábitat natural: el sotobosque de selvas húmedas montanas y bajas, subtropicales o tropicales, principalmente por debajo de los 2000 m de altitud.

## Sistemática

### Descripción original
La especie M. olivaceus fue descrita por primera vez por el ornitólogo estadounidense George Newbold Lawrence en 1868 bajo el mismo nombre científico; la localidad tipo es: «Barranca, Costa Rica».

### Etimología
El nombre genérico masculino «Mionectes» deriva del griego «meionektēs» que significa ‘pequeño’, ‘que sufrió pérdidas’; y el nombre de la especie «olivaceus» en latín significa ‘oliváceo’.

### Taxonomía
El grupo de subespecies M. olivaceus galbinus (incluyendo hederaceus, venezuelensis y fasciaticollis), es considerado como una especie separada de la presente: el mosquero rayadito (Mionectes galbinus), con base en diferencias morfológicas y de vocalización; con lo cual la presente especie queda monotípica. Esta separación fue seguida por las principales clasificaciones. Sin embargo, tanto el Comité de Clasificación de Sudamérica (SACC) en la Propuesta No 966, como el Comité de Clasificación de Norte y Mesoamérica (N&MACC) en la Propuesta 2022-C-16, rechazaron la separación debido a la insuficiencia de datos más completos tanto genéticos como de vocalización involucrando todos los taxones del complejo M. olivaceus.
Las principales diferencias morfológicas apuntadas para justificar la separación son: las partes superiores y el pecho de color oliva grisáceo ligeramente más pálido y el vientre amarillo marginalmente más brillante. El canto es muy diferente, una nota aparentemente continua, en realidad muchas notas muy cortas y muy rápidas, oscilando en timbre. Difiere de la adyacente subespecie (parapátrica o casi parapátrica) hederaceus por su tamaño ligeramente menor pero con un pico notablemente menor.